# 숙성
숙성(熟成)은 음식을 자연 상태에서 그대로 두어 스스로 분자구조를 작게 분해하는 과정이다. 이때 효소, 세균의 효소 등에 의해 숙성이 되는 과정을 발효라고 하고 이 과정을 과도하게 진행하면 세균에 의해 부패하게 된다. 일반적으로 자연상태의 숙성은 아주 장시간이 소요되어 이 기간의 결정이 음식의 맛을 심각하게 좌우하게 된다. 음식의 분자구조는 대부분 고르지 못하고, 이 분자 구조들 사이에 세균이 번식하게 되는데 세균은 성장 환경이 적절한 상태가 되면 기하급수적으로 번식하여 음식을 부패시킨다. 적절한 숙성은 음식의 맛을 향상시키고 효소를 이용한 발효는 전혀 새로운 음식의 형태를 만들어 내기도 한다.

## 숙성의 종류들
- 장류숙성(간장, 된장, 고추장 등)
- 김치 숙성
- 치즈 숙성
- 젓갈 숙성
- 생선회 숙성
- 육류 숙성
- 식초 숙성
- 음료 숙성
- 세면수 숙성(화장수 등)